# Crest (álbum)
Crest es un álbum de estudio colaborativo de los cantantes y diseñadores suecos Bladee y Ecco2K, lanzado el 17 de marzo de 2022 a través de la discográfica Year0001. Fue grabado en Suecia junto al productor sueco Whitearmor, cerca del lugar donde filmaron la película El séptimo sello (1957). Crest es un álbum de Pop Progresivo con voces Auto-Tune con letras que abordan temas de amor y amistad, como también hay múltiples referencias al cristianismo y al cielo. La canción "Girls Just Want to Have Fun" fue lanzada como un sencillo para el álbum en el año 2020. Crest fue considerado uno de los mejores álbumes del año por la revista The Fader y fue nombrado como uno de los mejores álbumes de pop progresivo del año por el sitio web Pitchfork.

## Antecedentes y lanzamiento
Para grabar Crest, Bladee, Ecco2K y Whitearmor, los miembros del colectivo sueco Drain Gang, alquilaron una pequeña cabaña de color rojo en el sur de Suecia, cerca de la playa rodeada de acantilados de El séptimo sello (1957), una epopeya fantástica de Ingmar Bergman .   El productor del álbum Whitearmor dijo que el álbum estuvo fuertemente inspirado en la banda sueca ABBA.  La portada del álbum fue dibujada a mano por Bladee.  La canción "Girls Just Want to Have Fun" fue lanzada como sencillo el 24 de febrero de 2020.   Crest fue lanzado como un álbum sorpresa el 17 de marzo de 2022 a través de Year0001,  en medio de la gira mundial del colectivo de la Drain Gang. 

## Listado de canciones
| Crest Track Listing |                               |          |  |
| N.º                 | Título                        | Duración |  |
| 1.                  | «The Flag Is Raised»          | 2:59     |  |
| 2.                  | «5 Star Crest (4 Vattenrum)»  | 8:50     |  |
| 3.                  | «White Meadow»                | 3:30     |  |
| 4.                  | «Faust»                       | 2:06     |  |
| 5.                  | «Yeses (Red Cross)»           | 3:02     |  |
| 6.                  | «Desire Is a Trap»            | 2:51     |  |
| 7.                  | «Chaos Follows»               | 2:31     |  |
| 8.                  | «Girls Just Want to Have Fun» | 2:15     |  |
| 9.                  | «Heaven Sings»                | 2:52     |  |
| 30:56               |                               |          |  |